# Геній, два земляка та пташеня
Геній, два земляка та пташеня (італ. Un genio, due compari, un pollo) — комедійний фільм 1975 року в жанрі спагетті-вестерн, знятий Даміано Даміані та Серджіо Леоне, який зняв першу сцену.

## Сюжет
У тихе та невідоме містечко на Дикому Заході прибуває Джо Тенкс (Теренс Гілл) — геніальний шахрай та махінатор. Його головна мета — знайти міткого компаньйона для допоки невідомої справи. Місцеві жителі рекомендують звернутися до доктора Фостера (Клаус Кінскі), який полюбляє проводити свій час за грою у карти. У барі Джо провокує Фостера на ковбойську дуель, у результаті якої Джо перемагає Фостера, вибивши з його рук револьвер, та змушує з ганьбою покинути містечко.
Не знайшовши гідного партнера, Джо вирішує звернутися до своїх старих друзів — метиса Білла (Роберт Шарлебуа) та дівчини Люсі (Міу-Міу). Вмовивши старих друзів повернутись до справ, Джо та компанія направляються до земель індіанців, щоби спланувати викрадення 300 000 доларів у майора Кебота (Патрік Макгуен), кавалериста, який привласнив ці гроші через свою ненависть до індіанців. Під час подорожі герої стають свідками переслідування та вбивства полковника Пемброк (партнера майора Кебота). У свою чергу Джо та Білл вбивають переслідувачів, та, порозмисливши, вирішили перевдягти Білла у полковника, а Люсі — у його дочку Клементину. Але через зраду Джеллі Ролла план провалюється, а самозванцям виносять смертельний вирок. За декілька годин до смертельної кари з'являється покритий золотою пилою Джо, який повідомляє, що вождь індіанців хоче підписати з полковником договір про обмін золотих шахт на землі індіанців.
Після укладання угоди та інспекції шахти майор Кебот розуміє, що золото в шахтах — пірит (мінерал, схожий на золото), але вже пізно — Білл та Люсі давно втекли з грошима, а Джо погнався за ними. За допомогою будівників залізниці героям вдається заховатись під покровом вибухів динаміту та поділити гроші між будівниками, індійцями і собою. Несподівано, Джо пропонує Біллу всі свої гроші в обмін на Люсі, але остання відмовляється на користь Білла, аргументуючи це силою та відважністю останнього. Незважаючи на відмову Люсі, Джо все-ж залишає Біллу свої гроші та розстається зі своїми друзями, після чого мирно засинає на високому схилі.

## В ролях

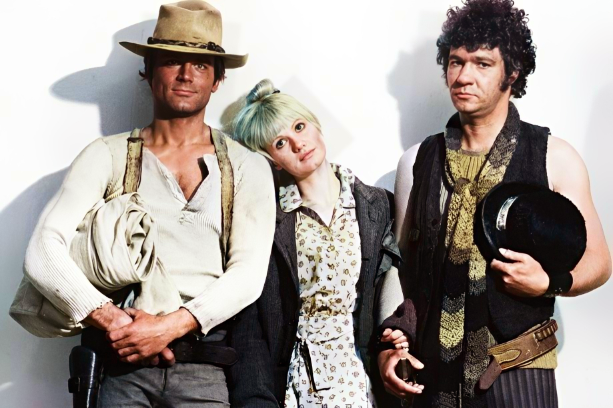
Теренс Хілл, Міу-Міу і Роберт Шарлебуа на зйомках фільму (1975)

- Теренс Хілл — Джо Тенкс
- Міу-Міу в ролі Люсі / Лілла
- Патрік Макгуен — майор Кебот / Гарріс
- Роберт Шарлебуа в ролі Білла / Пол Ламбет
- Клаус Кінскі — Док Фостер
- Жан Мартен — полковник Пембрук
- Міріам Малер — дочка полковника Пемброка
- Раймунд Хармсторф — сержант Мілтон
- Беніто Стефанеллі в ролі Мортімера
- П'єтро Віда в ролі Джеррі /Джелі Ролл
- Рой Босьє в ролі Джеремі
- Фредерік Ледебер — Дон Феліпе
- Ренато Бальдіні в ролі шерифа
- Маріо Брега в ролі Кручера
- Ліна Франкі в ролі Мері Гомес
- Маріо Валгоі в ролі Томаса
- Рік Батталья в ролі капітана
- П'єтро Торрізі — поплічник Мортімера
- Жерар Букарон — міський ідіот
- Еліо Анджелуччі в ролі борделя

## Виробництво
Першу частину фільму було знято на річці Сан-Хуан, а іншу в долині монументів у штаті Юта .

## Випуск
A Genius, Two Partners and a Dupe був випущений у Західній Німеччині 16 грудня 1975 року як Nobody ist der Größte .
Фільм також вийшов англійською мовою під чотирма різними назвами:
- Геній, два партнери і дурень
- Геній, два друга та ідіот
- Трійця знову повертається
- Великий Ніхто

Ці різні назви містять дещо різні сценарії або довші сцени. Це сталося через те, що частина найкращих кадрів була вкрадена, а режисер відмовився платити викуп. Їм довелося перезняти деякі сцени, але на деякі з них не вистачило часу. Отже, стало неможливо змонтувати фільм із ідеальною узгодженістю.